# Occidenchthonius ambrosiae
Espèce
Synonymes
- Chthonius ambrosiae Carabajal Márquez, García Carrillo & Rodríguez Fernández, 2012

Occidenchthonius ambrosiae est une espèce de pseudoscorpions de la famille des Chthoniidae.

## Distribution
Cette espèce est endémique d'Andalousie en Espagne. Elle se rencontre dans la grotte Cueva del Cacao à Villaluenga del Rosario.

## Description
Le mâle holotype mesure 2,20 mm et la femelle paratype 2,60 mm.

## Étymologie
Cette espèce est nommée en l'honneur d'Ambrosia Márquez Galindo la mère d'Emilio Carabajal Márquez.

## Publication originale
- Carabajal Márquez, García Carrillo & Rodríguez Fernández, 2012 : Contribution to the catalogue of the pseudoscorpions of Andalucia (II) (Arachnida, Pseudoscorpiones, Chthoniidae) Description of three new species of Chthonius CL Koch, 1843 from Cadiz, Malaga and Almeria (Spain). Revista Iberica de Aracnologia, vol. 21, no 2, p. 89-95 (texte intégral).